# Liste des ambassadeurs de France en Somalie
La représentation diplomatique de la République française en Somalie est située à l'ambassade de France à Nairobi, capitale du Kenya, et son ambassadeur est, depuis 2022, Arnaud Suquet.

## Représentation diplomatique de la France
Lorsque, le 1er juillet 1960, le Somaliland et la Somalia fusionnent et déclarent l'indépendance du pays sous le nom de Somalie, la France nomme son premier ambassadeur. En juin 1993, en raison de la guerre civile, l'ambassade de France à Mogadiscio est fermée. Alors que le pays vit sans État central ni présence diplomatique étrangère, les vastes bâtiments proches de l'Océan Indien, détruits par les bombardements et désossés par les pillages, ne sont plus qu'un champ de ruines occupé par une centaine de familles et dont une partie est transformée en école.
L'instabilité politique et l'insécurité permanente, due à la présence de milices, de gangs criminels et de groupes islamistes, ne permettent pas de rouvrir les représentations diplomatiques étrangères mais les États-Unis ont nommé le 24 février 2015 une ambassadrice, en résidence à l'ambassade américaine au Kenya, de même que le Canada. La France, quant à elle, qui a suspendu ses relations diplomatiques en 1993, est, depuis 2013, représentée par son ambassadeur à Nairobi, accrédité par le régime somalien, marquant la volonté de Paris de construire une nouvelle relation à la suite de l'élection, en septembre 2012, du président Hassan Sheikh Mohamoud à la tête du pays.

## Ambassadeurs
| De   | À            | Ambassadeur                         | Résidence                           |
| ---- | ------------ | ----------------------------------- | ----------------------------------- |
| 1960 | 1964         | Amédée Beaulieux (d)                | Mogadiscio                          |
| 1964 | 1966         | Jean de Garnier des Garets          | Mogadiscio                          |
| 1966 | 1971         | Jean Desparmet                      | Mogadiscio                          |
| 1971 | 1973         | Robert Duvauchelle                  | Mogadiscio                          |
| 1973 | 1976         | Jean Gueury                         | Mogadiscio                          |
| 1976 | 1981         | Claude Mantel                       | Mogadiscio                          |
| 1981 | 1985         | Claude Épervrier                    | Mogadiscio                          |
| 1985 | 1988         | Jean Honnorat (d)                   | Mogadiscio                          |
| 1988 | octobre 1990 | Charles Crettien                    | Mogadiscio                          |
| 1993 | 2013         | Rupture des relations diplomatiques | Rupture des relations diplomatiques |
| 2013 | 2013         | Étienne de Montaigne de Poncins     | Nairobi                             |
| 2013 | 2016         | Rémi Maréchaux (d),                 | Nairobi                             |
| 2016 | 2018         | Antoine Sivan (d)                   | Nairobi                             |
| 2018 | 2022         | Aline Kuster-Ménager (d)            | Nairobi                             |
| 2022 | auj.         | Arnaud Suquet (d)                   | Nairobi                             |

## Consulat
Le territoire de la Somalie dépend de la circonscription consulaire de Nairobi, au Kenya.